# Cusance
Cusance é uma comuna francesa na região administrativa de Borgonha-Franco-Condado, no departamento de Doubs. Estende-se por uma área de 4,04 km². Em 2010 a comuna tinha 73 habitantes (densidade: 18,1 hab./km²).